# 1810.
1810. je drugo desetletje v 19. stoletju med letoma 1810 in 1819. 